# 長倉翠子
長倉 翠子（ながくら すいこ、本名「和子（かずこ）」、別名「長倉翠」、1937年（昭和12年）7月6日 - 2016年（平成28年）9月18日）は、日本の栃木県芳賀郡益子町の益子焼の陶芸家である。
轆轤に頼らない独特な手びねりの作陶手法で、母性愛を感じた益子の陶土に包まれながら女性の柔らかさや妖艶さを表現し、神秘的な施釉で織り成し「陶」を表現していった、益子焼の陶芸家の中でも稀有な感性を持った女流陶芸家であった。

## 生涯

### 生い立ち
1937年（昭和12年）7月6日、福岡県行橋市に生まれる。実の母親は、九州では有名であった全盲の女義太夫（瞽女）。そして父親はその弟子となっていた、当時60代の参謀本部技官であったという。父親は妻子持ちであったため、翠子は3歳にして生みの母親と別れ東京へ連れられて、父の家庭に引き取られた。しかし育ての母もやがて亡くなったという。12歳の時に出生の秘密を聞かされて、盲目の母親を尋ねて九州へと向かった。そして再会した母親は翠子を抱き締めてとめどなく涙を流した。そして翠子は子ども心にも、義太夫の道で独り立ちをする「女の業」を悟ったという。
その後、母親からの血がそうさせたのか、しばらくしてクラシックギターを習い始め、プロになることを目指して夢中になって練習を続けた。ところがそれが災いしてしまい、右手が不自由になるほどの重度の腱鞘炎となってしまい、クラシックギターを続けることを断念してしまう。
これらの子ども時代と青春時代に起きた様々な喪失から、翠子は、時には焦燥感に駆られ、音楽的なものに包まれながら、母性的なものを探し続ける数奇な人生を歩むことになる。

### 土に惹かれて益子へ
東京都立北野高等学校を卒業した後すぐに結婚したが、ある日、ふらりと益子を訪れた。そして益子の江戸時代に戻ったような素朴な懐かしい風景と、古い窯元で見た鉄瓶の中でふつふつと沸いているお湯と、豆腐のように頼りない粘土が揉み込まれ、自在な形となり、1,300℃もの高熱で焼かれ、水も光も通さない固い「焼き物」へと生まれ変わっていく。その様に翠子は惹かれた。
1966年（昭和41年）、デザイン会社の社長であった夫との東京での17、8年にも及んだ結婚生活を捨てて益子に一人移住し、窯を築いた。そして翠子は、赤ん坊がおもちゃを与えられて喜ぶように、泥遊びを楽しむように、少女の頃に心の中で渦巻いていた「何か」を大人になって成り立たせたいという気持ちで、土と戯れ作陶していった。時には自分のやっていることの「おかしさ」が気になりながらも、そのたびに「焼き物を作る」という土台を心の中に確かめながら作陶をしていった。

### 加守田章二の助言
1971年（昭和46年）のある夏の日。オブジェ風の壺に肘が当たり、べたっと床に落ちた。出来上がったばかりの壺は無惨にも歪んでしまったが、表面のうねりから、地の底から吹き出てきた熔岩のような迫力を感じた。
翠子ももれなく、濱田庄司の作品に憧れて益子にやってきたが、轆轤や手びねりを用いての民芸風な作品を生み出せなかった。自分は何が作れるのか。焦りは募り、迷路に迷い込んでいた。
そして翌日から生乾きの徳利や湯呑みを工房の壁にぶつけ始め、踏み付けたり蹴飛ばしてみた。迷いは振り払えなかったが、自分でも不思議なくらいに「自分の形」へのイメージが膨らんでいった。
その半年後、「乱」と名付けられた、ざっくりとした益子の土を手びねりにより力強く積み重ねた灰釉の鉢が、1972年（昭和47年）の日展に初入選した。
こうして自分の作品は評価され始めたがまだ自分の形ではなかった。そんな翠子の背中を押し導いたのが、当時益子にあって新進気鋭の陶芸家として名を馳せ始めていた加守田章二であった。
1975年（昭和50年）のとある夏の日の夕方のこと。酔っ払った加守田が突然、翠子の工房を訪れた。そして翠子が作り溜めた作品を眺めながら加守田は「面白いな」とぶっきらぼうに呟いた。
「焼き物」という既成概念から自由であろうとし、自ら「己の独特の作陶の道」を模索していた加守田の、そのたった一言だった。
その時、ふと周りを見渡すと、無心に寄り添ってくる犬や鶏たちがいた。家族同然の犬や鶏を抱き締めると、心の中に愛おしさが込み上げた。
人間は、喜びや悲しみなど、色んな情感を持っている。その想いを自由に土に込めていけばいい。翠子はそう悟った。
それから加守田の紹介で、1978年（昭和53年）、東京の日本橋高島屋で初めて個展を開いた。そして益子の森の中の神秘的な植物を思わせるような作品は好意的に受け止められた。

### 長倉翠子の益子での日々
朝5時のサイレンで目を覚まし、細工場の戸を開け、一緒に住んで、抱きしめるように世話をしている犬や猫やチャボたちにエサをあげる前に、陶土を突っついて体内のリズムを整える。そして好きな音楽を聞きながら、ゆっくりと陶土をオブジェや鉢を作り上げていき、「お化け屋敷」の「お色気おばさん」と呼ばれながらも、土と語り合う日々を送っていった。
翠子の作陶の造形や色調は独特なものを持つ。柔らかい粘土から「吹き上がるような土しぶきを表現する」。そして植物的かつ女性的で妖艶で母性的なフォルムと、デリケートかつ神秘的な釉薬の施し方で作り上げられていった作品たち。翠子の独特な作品に惹かれる人々、特に女性たちは後を絶たなかった。
1977年（昭和52年）にはデンマーク展に招待出品。1981年（昭和56年）には栃木県今市市（現・日光市）の市立図書館の天井ドームの陶壁「無限雅歌」を制作。
そして1989年（平成元年）2月7日には高内秀剛と佐伯守美と共に、昭和63年度栃木県文化奨励賞を女性で初めて受賞した。
また1996年（平成8年）には国際ソロプチミスト婦人栄誉賞を受賞した。
事故に遭うなどして体調を崩し、長い期間、作陶活動から遠ざかることもたびたびあった。
それでもそのたびに作陶活動を再開させ、その一方でラジオやテレビ出演、雑誌掲載や講演会の講師など多方面で活動した。

### 逝去
2016年（平成28年）9月18日、益子町で逝去した。享年79。
その遺志により2017年（平成29年）、作品が益子陶芸美術館に寄贈され、2018年（平成30年）8月には回顧展となる「Reborn 長倉翠子の世界」が益子陶芸美術館で開かれた。
そして益子陶芸美術館では開催される企画展により長倉翠子の作品が展示されている
また栃木県宇都宮市中岡本町の「ギャラリー・シエール」では、定期的に長倉翠子作品の展覧会が行われている。

## 関連文献
- 長倉翠子 著、久保貞次郎 編『陶』毎日新聞社、1990年6月。 NCID BN15148215。国立国会図書館サーチ：R100000002-I000002047630。
- 長倉翠子 著、下野新聞社 編『長倉翠子 幽玄にきらめく土の華』下野新聞社〈躍動する栃木の陶芸〉、1995年3月1日。国立国会図書館サーチ：R100000002-I000002444189。
- 長倉翠子 著、益子陶芸美術館 編『益子陶芸美術館 開館25周年記念　reborn 長倉翠子の世界』益子町文化のまちづくり実行委員会、益子町、2018年。国立国会図書館サーチ：R100000002-I029215297。：益子陶芸美術館 開館25周年記念　Reborn 長倉翠子の世界｜出版物（2018年） - 益子陶芸美術館／陶芸メッセ・益子